# MBC PLUS
MBC PLUS是韓國文化放送（MBC）的子公司，舊名為MBC Plus Media，在2001年2月21日成立，公司於2015年8月改為現名，其業務為經營付費電視，目前有7條頻道。

## 現有频道
- MBC DRAMA（朝鲜语：MBC 드라마넷）：電視劇及綜藝節目頻道。
- MBC every1：娛樂頻道。
- MBC M：娛樂頻道。
- MBC Sports+：體育頻道。
- MBC ON（朝鲜语：MBC ON）：播放MBC經典電視劇和綜藝節目。
- MBC Every1 Global Channel：僅於美國境內播放之頻道（包括夏威夷、阿拉斯加）。
- all the K-POP： 線上音樂頻道。

## 補助頻道
- MBC NET（朝鲜语：MBC NET）：專門播放各個MBC地方台的自製節目。

## 各頻道歷史
- MBC M：
  - 2000年9月1日，以LOOK TV之名開播，播放電子遊戲、電子競技類節目。
  - 2001年5月1日，更名為GAMBC，播放內容不變。
  - 2003年1月1日，更名為MBC Game，內容不變。
  - 2012年1月31日，頻道停播，次日更名為MBC Music，並改為播放音樂、表演藝術類及真人秀節目。
  - 2020年2月18日，更名為MBC M，播放內容不變。
- MBC Sports+：
  - 2001年4月2日，以MBC體育頻道之名開播。
  - 2001年11月1日，與ESPN Star Sport達成合資協議，頻道更名為MBC ESPN。
  - 2010年8月1日，頻道改為現名。
- MBC ON：
  - 2001年4月2日，以HEN之名開播，播放家庭電影及教養類節目。
  - 2005年10月10日，更名為愛麗絲電視，播放教養與情報節目。
  - 2009年10月5日，更名為MBC Life，除繼續播放教養與情報節目外，有時亦會播放體育節目。
  - 2013年1月1日，頻道更名為MBC Queen，並改為以播放女性節目為主，少時會播放體育節目。
  - 2016年3月28日，更名為MBC Sports+2，改為播放體育節目。
  - 2019年2月17日，頻道停播，次日更名為MBC ON，並改為播放經典戲劇及娛樂節目。
- MBC Every1：
  - 2003年1月1日，以MBC Movies之名開播，播放電影及戲劇節目。
  - 2007年10月14日，頻道停播，次日更名為MBC Every1，並改為播放綜藝娛樂節目。
- MBC Drama:
  - 2001年4月2日，以MBC Dramanet之名開播（簡稱MBC Drama，用以台標顯示），播放戲劇及娛樂節目。

## 关连项目
- MBC